# Calorguen
Calorguen é uma comuna francesa na região administrativa da Bretanha, no departamento Côtes-d'Armor. Estende-se por uma área de 8,47 km². Em 2010 a comuna tinha 743 habitantes (densidade: 87,7 hab./km²).